# L'Écho
Ne doit pas être confondu avec Les Échos.

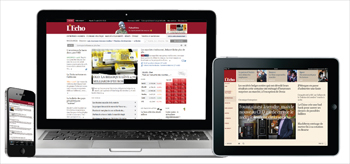
L'Écho est présent aux formats papier et numérique.

L'Écho (anciennement L'Écho de la bourse de Bruxelles jusqu'en 1889, puis L'Écho de la Bourse jusque vers 1990) est un quotidien belge d'information, centré sur l'actualité économique et internationale. Moins généraliste et moins diffusé que d'autres titres, il constitue néanmoins l'un des journaux nationaux belges francophones à tirage payant.

## Descriptif
Il est destiné à la communauté francophone de Belgique, son équivalent néerlandophone étant le journal De Tijd (Le Temps). L’Écho (tout comme De Tijd) appartient à Mediafin, une coentreprise du groupe Rossel (Le Soir, Sudpresse, La Voix du Nord, etc.) et de Roularta (Le Vif/L'Express, Trends et Trends/Tendances, etc.). Paul Gérard occupe le poste de rédacteur en chef depuis début 2021, aux côtés d'Isabel Albers, précédemment directrice des rédactions au sein de Mediafin,. Peter Quaghebeur en est le directeur général.

## Historique
Le premier numéro de L’Écho de la Bourse de Bruxelles est paru le dimanche 22 mai 1881. Il a été créé par trois agents de change, Alfred Van Der Elst, André Mélot et Hyacinthe Peemans. À l'époque, il s’agissait d'un bulletin d’information qui avait pour vocation de « renseigner utilement, conseiller honnêtement » le public « sur la Bourse, l’industrie et le commerce ». Il était publié deux fois par semaine (le jeudi et le dimanche).
Le journal devint tri-hebdomadaire en 1882 et quotidien en 1890, année où il prit la dénomination simplifiée de L’Écho de la Bourse, un titre qu’il portera pendant cent ans. C’est en 1990 qu'il s'abrège en « L’Écho », pour refléter son évolution éditoriale vers une information plus large que la simple actualité boursière.
L’Écho est imprimé depuis le 9 mai 2009 sur du papier saumon se ralliant de cette manière à la tradition européenne qui veut que les journaux économico-financiers, à l'image du Financial Times, se démarquent de la concurrence par leur couleur mais aussi et surtout par la qualité de leurs articles et leur crédibilité[réf. nécessaire].
L’Écho dispose d’un site internet depuis 1996, d’un site mobile depuis 2008  et d’une version tablette depuis 2010. Le slogan de L’Écho est « Prenez de l'avance ».

## Public cible
L’Écho s’adresse à un public qui s'intéresse à l'actualité économique, financière et internationale. 
En 2017, la ligne et le public cible ont été résumés en ces termes : « Une information indépendante de qualité destinée à ceux qui entreprennent tant professionnellement que personnellement. ».

## Ligne éditoriale
L'Écho définit sa ligne éditoriale comme celle d'un journal offrant « une information indépendante de qualité destinée à ceux qui entreprennent tant professionnellement que personnellement ». 
En 1993, dans le contexte de la crise constitutionnelle russe, L’Écho approuve et justifie l'assaut ordonné par Boris Eltsine contre le Parlement russe et les manifestants qui le défendaient, faisant plusieurs centaines de morts : « Si Eltsine mérite d'être applaudi, ce n'est pas parce qu'il a remporté la victoire, mais parce qu'il a eu le courage d'employer enfin la force contre ceux qui n'ont jamais caché que les réformes démocratiques, tant politiques qu'économiques, ne convenaient pas à leurs intérêts ».
En 2021, le journal a défendu une solution politique à la crise provoquée par la grève de la faim de 450 immigrés en 2021 pour éviter que des personnes meurent « parce qu’elles n’ont pas le bon papier », alors que le gouvernement fédéral belge restait sourd à leurs revendications[source secondaire nécessaire].

## Autres publications
- Mon Argent
- Sabato